# Performance and Cocktails
Performance and Cocktails es el segundo álbum de Stereophonics, a cargo de la discográfica V2 Records el 8 de marzo de 1999. 
Este álbum fue un suceso comercial sorprendente para Stereophonics. Tres canciones subieron al Top 10 del Reino Unido. "The Bartender and the Thief" llegó al puesto 3, y los sencillos "Just Looking" y "Pick a Part That's New" llegaron al número 4. El álbum en sí llegó a la parte más alta de la lista de álbumes del Reino Unido. El disco fue patrocinado por Fender.
Las canciones del álbum las escribieron los tres componentes del grupo.
Con el paso del tiempo el disco no se pudo conseguir en ninguna disquería entonces la banda relanzó el disco original para que vuelva al mercado acompañando trece presentaciones seguidas en el mes de junio del 2011. En esas trece presentaciones tocaron el disco completo y agregaron sus hits.

## Lista de canciones
CD 1
- 01 "Roll Up and Shine" – 3:58
- 02 "The Bartender And The Thief" – 2:54
- 03 "Hurry Up And Wait" – 4:40
- 04 "Pick A Part That's New" – 3:33
- 05 "Just Looking" – 4:13
- 06 "Half The Lies You Tell Ain't True" – 2:55
- 07 "I Wouldn't Believe Your Radio" – 3:50
- 08 "T-Shirt Suntan" – 4:04
- 09 "Is Yesterday, Tomorrow, Today?" – 4:02
- 10 "A Minute Longer" – 3:46
- 11 "She Takes Her Clothes Off" – 3:55
- 12 "Plastic California" – 4:30
- 13 "I Stopped To Fill My Car Up" – 4:29

OTRAS CANCIONES (CD 2)
- 01 "Fiddler's Green"
- 02 "Postmen Do Not Great Movie Heroes Make"
- 03 "Sunny Afternoon"
- 04 "Positively 4th Street"
- 05 "In My Day"
- 06 "Something In The Way"
- 07 "The Old Laughing Lady"
- 08 "Angy"

## Enlaces
- Sitio Oficial de Stereophonics

- Datos: Q2733934